# Acronàuplia

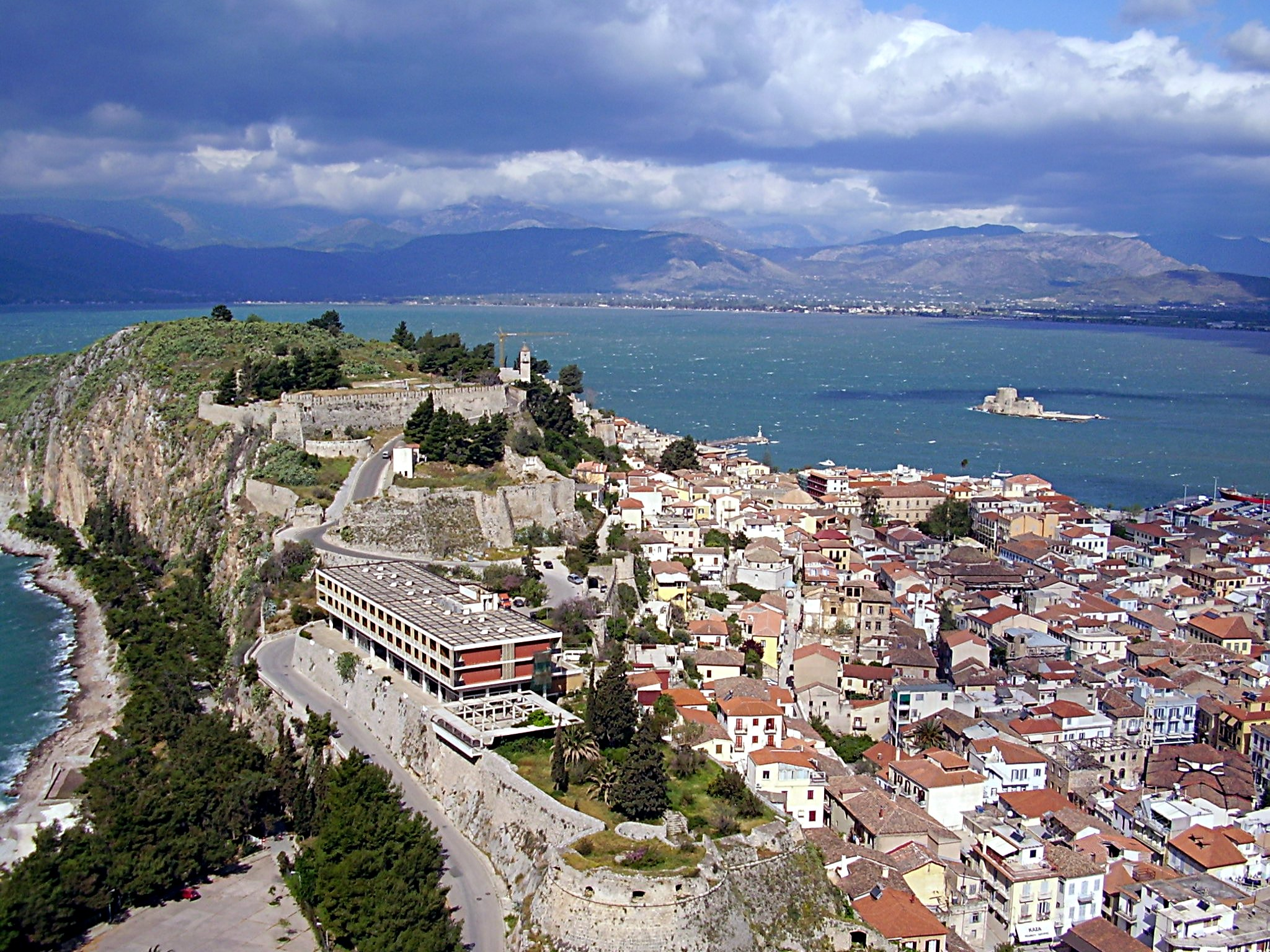
Vista de Palamidi i l'Acronàuplia, Nàuplia

L'Acronàuplia (en grec: Ακροναυπλία, Akronafplia, turc: Iç Kale, 'castell interior') és la part més antiga de la ciutat de Nàuplia a Grècia. Fins al segle xiii, era una ciutat pròpia. L'arribada dels venecians i els francs la transformà en part de les fortificacions de la ciutat. Després, una part en fou utilitzada com a presó fins que el govern grec decidí construir-hi un complex hoteler que encara hi és hui.